# Municipio de Saratoga (Carolina del Norte)
El municipio de Saratoga (en inglés: Saratoga Township) es un municipio ubicado en el  condado de Wilson en el estado estadounidense de Carolina del Norte. En el año 2010 tenía una población de 1.665 habitantes.

## Geografía
El municipio de Saratoga se encuentra ubicado en las coordenadas 35°40′1.01″N 77°45′33.43″O / 35.6669472, -77.7592861.